# Ставник (струмок)
Ставник — струмок в Україні, у Косівському районі Івано-Франківської області, правий доплив Пістиньки   (басейн Дунаю).

## Опис
Довжина струмка приблизно 10 км. Формується з багатьох безіменних струмків.

## Розташування
Бере початок на півночі від гори Грегіт у національному природному парку «Гуцульщина». Тече переважно на північний схід понад хребтом Прелука і на південно-західній околиці села Прокурава  впадає у річку Пістиньку, праву притоку Пруту.